# Емиловка (посёлок)
Еми́ловка (укр. Ємилівка) — село в Голованевской поселковой общине Голованевского района Кировоградской области Украины.
Население по переписи 2001 года составляло 689 человек. Почтовый индекс — 26532. Телефонный код — 5252. Занимает площадь 0,653 км². Код КОАТУУ — 3521481302.